# Arctotherium
Arctotherium war eine Gattung der Kurzschnauzenbären (Tremarctinae) aus dem frühen Pleistozän und Holozän. Die Gattung lebte vor ca. 1,2 Millionen bis 11.000 Jahren in Südamerika. Mit Arctotherium angustidens beinhaltete sie einen der größten bekannten Bären der Erdgeschichte.

## Merkmale
Arctotherium war charakterisiert durch einen massiven und kurzen, wenig hohen Schädel, der eine gleichmäßige, konvex gekrümmte Stirnlinie aufwies. Das Nasenbein war flach und ebenfalls kurz, die Jochbeinbögen gut entwickelt. Die Orbita wies eine sehr typische, runde Form auf und hatte eine seitlich etwas nach außen gerückte Position. Weitere Merkmale, die die Gattung vom Brillenbär und dem nordamerikanischen Arctodus abtrennen, waren breitere Molaren und ebenso größere Dimensionen beim letzten Prämolar.

## Fossilfunde
Arctotherium ist von zahlreichen Fundstellen in Südamerika bekannt, die vom nördlichen Venezuela bis nach Patagonien reichen. Die meisten Funde stammen aber aus der Pamparegion in Argentinien. Hier wurden unter anderem Gebissreste aus El Rodeo im Nordwesten des Landes entdeckt, die in das späte Pleistozän zu stellen sind. Etwa gleich alt sind die fossilreichen Ablagerungen vom Rio Luján im Nordosten Argentiniens, während die Reste von La Plata in das ausgehende Altpleistozän zu stellen sind.

## Paläobiologie

### Größe
Ein Exemplar von A. angustidens, dessen Überreste in Form eines Vorderbeins in La Plata in der argentinischen Provinz Buenos Aires gefunden wurden, wurde anhand des rund 62 cm langen Oberarmknochens auf ein Gewicht von ca. 980 bis 2.040 kg geschätzt. Als wahrscheinlichster Wert wird von ca. 1.590 bis 1.750 kg ausgegangen. Damit war dieses Exemplar fast 5-mal so schwer wie ein durchschnittlicher Eisbär und 15-mal so schwer wie ein Brillenbär, auch der im Pleistozän Europas vorkommende Höhlenbär (Ursus spelaeus) wurde damit übertroffen. Allerdings wird angenommen, dass innerhalb der Arten von Arctotherium ein gewisser Sexualdimorphismus vorkam und weibliche Tiere erheblich kleiner wurden. A. angustidens selbst starb vor rund 800.000 Jahren aus. Die darauf folgenden Arten, A. bonariense, A. tarijense, A. vetustum und A. wingei waren wesentlich kleiner, so wog A. wingei als kleinster Vertreter dieser Bärengattung wohl um die 100 bis 150 kg, während A. tarijense noch rund 200 bis maximal 400 kg auf die Waage brachte.

### Ernährung
Arctotherium ernährte sich vermutlich als Allesfresser von sowohl fleischlichen als auch pflanzlichen Ressourcen. Vor allem bei A. angustidens sind zahlreiche abgebrochene Backenzähne nachgewiesen, die womöglich durch Kauen auf sehr festem Material wie Knochen entstanden sind. Es wird daher angenommen, dass dieser eine deutlich carnivore Lebensweise hatte und so noch mehr Fleisch zu sich nahm. Die nachfolgenden Arten ähnelten in ihrer Ernährungsweise aufgrund der Abnutzungsspuren der Zähne mehr dem heutigen Brillenbär, möglicherweise fraßen diese mehr pflanzliches Material. Es wird vermutet, dass die Bären von anderen, später aus Nordamerika eingewanderten Raubtieren wie Smilodon populator in eine pflanzliche Ernährung „abgedrängt“ wurden.

## Systematik
Arctotherium gehört zur Unterfamilie der Kurzschnauzenbären (Tremarctinae), die ausschließlich in Amerika nachgewiesen ist. Die Unterfamilie trennte sich im späten Miozän vor etwa 7,3 Millionen Jahren in mehrere Linien auf. Die ursprünglichste Form ist Plionarctos aus dem Übergang vom Miozän zum Pliozän, welcher nur in Nordamerika vorkam. Ihm zur Seite wird die Gattung Tremarctos gestellt, die auch den heutigen Brillenbären (Tremarctos ornatus) einschließt, den einzigen heute noch lebenden Verwandten; beide Vertreter werden zur Linie der Brillenbären gestellt. Die zweite Linie bildet jene der Kurzschnauzenbären, welche die Gattungen Arctodus, die ebenfalls sehr große Tiere hervorbrachte, Arctotherium und Pararctotherium umfasst. Arctodus trat dabei bereits im späten Pliozän in Nordamerika auf, während Arctotherium erst im frühen Pleistozän erschien und in Südamerika heimisch war. Dessen Vorfahren gelangten mit dem Großen Amerikanischen Faunenaustausch von Nord- nach Südamerika.
Innerhalb der Gattung Arctotherium werden fünf Arten unterschieden:
- A. angustidens Gervais & Ameghino, 1880
- A. bonariense Gervais, 1852
- A. tarijense Ameghino, 1902
- A. vetustum Ameghino, 1885
- A. wingei Ameghino, 1902